# Entre Rios (tiểu vùng)
Entre Rios là một tiểu vùng thuộc bang Bahia, Brasil. Tiều vùng này có diện tích 4385 km², dân số năm 2007 là 103210 người.